# Actinidia
Actinidia é um género botânico da família das actinidiáceas, a que pertence a planta do Kiwi. São trepadeiras lenhosas, nativas das regiões temperadas do oriente asiático, sendo frequentes na China, Taiwan, Coreia e Japão, estendendo-se para norte até ao sudeste da Sibéria e para sul até à Indochina. O género inclui arbustos que atingem os 6 m de altura e trepadeiras cuja extensão chega a atingir cerca de 30 m.

## Espécies
- Actinidia arisanensis
- Actinidia arguta
- Actinidia callosa
- Actinidia carnosifolia
- Actinidia chengkouensis
- Actinidia chinensis
- Actinidia chrysantha
- Actinidia cinerascens
- Actinidia cordifolia
- Actinidia coriacea
- Actinidia cylindrica
- Actinidia deliciosa
- Actinidia eriantha
- Actinidia farinosa
- Actinidia fasciculoides
- Actinidia fortunatii
- Actinidia fulvicoma
- Actinidia glauco-callosa
- Actinidia glaucophylla
- Actinidia globosa
- Actinidia gracilis
- Actinidia grandiflora
- Actinidia hemsleyana
- Actinidia henryi
- Actinidia holotricha
- Actinidia indochinensis
- Actinidia kolomikta
- Actinidia laevissima
- Actinidia lanceolata
- Actinidia latifolia
- Actinidia leptophylla
- Actinidia liangguangensis
- Actinidia macrosperma
- Actinidia maloides
- Actinidia melanandra
- Actinidia melliana
- Actinidia obovata
- Actinidia pilosula
- Actinidia polygama
- Actinidia purpurea
- Actinidia rubricaulis
- Actinidia rubus
- Actinidia rudis
- Actinidia rufotricha
- Actinidia sabiaefolia
- Actinidia setosa
- Actinidia sorbifolia
- Actinidia stellato-pilosa
- Actinidia styracifolia
- Actinidia suberifolia
- Actinidia tetramera
- Actinidia trichogyna
- Actinidia ulmifolia
- Actinidia umbelloides
- Actinidia valvata
- Actinidia vitifolia
- Actinidia venosa